# Nie wierz chłopcom
Nie wierz chłopcom – trzecia polska płyta długogrająca zespołu Filipinki, której premiera pierwotnie miała odbyć się jesienią 1970 r. Piosenki przeznaczone na longplay Nie wierz chłopcom weszły do repertuaru grupy na przełomie 1969 i 1970 r., a publiczności prezentowane były podczas trasy koncertowej Filipinki i Bez Atu – Nie wierz chłopcom. Wyczerpujące, źle zorganizowane tournée doprowadziło do rozłamu w zespole – w połowie trasy wokalistki Anna Sadowa i Niki Ikonomu oświadczyły, że odchodzą z grupy. Pozostałe trzy Filipinki Iwona Racz, Krystyna Pawlaczyk i Maria Hardy zerwały kontrakt z Estradą Dolnośląską, organizującą trasę Nie wierz chłopcom i przeszły pod opiekę Stołecznej Estrady. Do grupy dołączyła wokalistka Barbara Kowalska, zespół stał się kwartetem i zmienił nie tylko brzmienie, ale też wizerunek oraz repertuar. W związku z tą transformacją Polskie Nagrania Muza odstąpiły od planowanego wydania albumu Nie wierz chłopcom, a zgromadzony na płytę materiał muzyczny trafił do archiwum i w przypadku części utworów nie doczekał się nawet okazjonalnej prezentacji w mediach. Premiera płyty odbyła się 1 grudnia 2016 r. Jej wydawcami są Instytut Wydawniczy Latarnik oraz Oficyna Wydawnicza AS. Wydawnictwu partnerują firma Atlas oraz Szczecińska Agencja Artystyczna. Album ukazał się w wersji winylowej oraz na CD.

## Materiał muzyczny
W dorobku zespołu Filipinki piosenki zgromadzone na płycie Nie wierz chłopcom to najbardziej awangardowy materiał muzyczny – można tu znaleźć elementy rocka klasycznego i progresywnego, funk, soul i psychodelię, a wreszcie jazz i pop. Jak pisał w marcu 1970 r. magazyn Nowa Wieś: Pod względem stylu nowy repertuar Filipinek nawiązuje do wzorów zespołów The Supremes, Sweet Inspirations i Patterson Singers. Kompozytorami utworów byli przede wszystkim ówczesny opiekun artystyczny zespołu Mateusz Święcicki oraz jego zastępca, aranżer grupy, eks-lider zespołu Dzikusy Wiktor Stroiński. Wśród autorów tekstów znaleźli się między innymi Janusz Kondratowicz, Marek Gaszyński, Andrzej Kuryło oraz Jerzy Malota (ukrywający się pod pseudonimem Marek Kilarski) – eks-wokalista zespołu Luxemburg Combo, związany z Filipinkami od 1968 r.

## Dodatkowe informacje
Spośród piosenek przeznaczonych na longplay, emisji na antenach radiowych i telewizyjnej doczekała się jedynie część utworów. Największym sukcesem okazał się utwór Jacht kapitana Teligi (Jerzy Tyszkowski / Bogdan Ostromecki), którym Filipinki wygrały plebiscyt Polskiego Radia na najlepszą piosenkę marynistyczną '69 r. W pierwszej połowie 1970 r. na radiowych playlistach znalazły się też: Nie wierz chłopcom (Mateusz Święcicki / Marek Kilarski) i Za dużo wrażeń, za mało marzeń (Marian Zimiński / Marek Gaszyński), a także cieszące się największym powodzeniem Dam ci wszystko, co zechcesz (Bogusław Klimsa / Andrzej Kuryło) oraz solowa piosenka Niki Ikonomu Jeśli kochasz, nigdy nie mów o tym (Mateusz Święcicki / Grzegorz Walczak) – oba ostatnie utwory Filipinki śpiewały podczas koncertu Przeboje sezonu Krajowego Festiwalu Polskiej Piosenki w Opolu w 1970 r. Utwór Białe muszelki (Mateusz Święcicki / Alicja Krzewska) grupa zaprezentowała jednorazowo podczas wiosennej edycji Telewizyjnej Giełdy Piosenki, a Nic nie wraca (Mateusz Święcicki i Edward Spyrka / Janusz Kondratowicz) także jednorazowo w radiowym Studiu Rytm. Jedynymi wydanymi na płytach utworami był duet Iwony Racz i Anny Sadowej On jest tu (Wiktor Stroiński / Marek Kilarski), który Pronit zamieścił w 1970 r. na składankowym longplayu Discorama (Pronit XL0673) oraz piosenka śpiewana przez Jerzego Malotę i Filipinki Pali się moja panienko (Adam Zimny / Marek Kilarski), włączona do debiutanckiej epki zespołu Bez Atu (Pronit N0573).

## Lista utworów
| Winyl    | Nr                                           | Tytuł                             | Muzyka                                | Słowa | Czas |
| -------- | -------------------------------------------- | --------------------------------- | ------------------------------------- | ----- | ---- |
| Strona A |                                              |                                   |                                       |       |      |
| 1        | Cały mój świat                               | Wiktor Stroiński                  | Marek Gaszyński                       | 3:03  |      |
| 2        | Dam ci wszystko, co zechcesz                 | Bogusław Klimsa                   | Andrzej Kuryło                        | 2:41  |      |
| 3        | Leśne nastroje                               | Marian Zimiński                   | Stanisław Werner i Mirosław Łebkowski | 2:19  |      |
| 4        | Piąta pora roku                              | Bogusław Klimsa                   | Andrzej Kuryło                        | 3:10  |      |
| 5        | On jest tu                                   | Wiktor Stroiński                  | Marek Kilarski                        | 3:03  |      |
| 6        | Jurek i ja                                   | Wojciech Rutkowski (Bez Atu)      | Zbigniew Zapert i Zenon Wawrzyniak    | 3:10  |      |
| 7        | Pali się, moja panienko – feat. Jerzy Malota | Adam Zimny                        | Marek Kilarski                        | 2:29  |      |
| Strona B |                                              |                                   |                                       |       |      |
| 1        | Nie wierz chłopcom                           | Mateusz Święcicki                 | Marek Kilarski                        | 2:28  |      |
| 2        | Nic nie wraca                                | Mateusz Święcicki i Edward Spyrka | Janusz Kondratowicz                   | 2:31  |      |
| 3        | Jeśli kochasz, nigdy nie mów o tym           | Mateusz Święcicki                 | Grzegorz Walczak                      | 3:12  |      |
| 4        | Za dużo wrażeń, za mało marzeń               | Marian Zimiński                   | Marek Gaszyński                       | 2:31  |      |
| 5        | Białe muszelki                               | Mateusz Święcicki                 | Alicja Krzewska                       | 3:36  |      |
| 6        | Piosenka o północnym wietrze                 | Henryk Klejne                     | Edward Fiszer                         | 3:17  |      |
| 7        | Jacht kapitana Teligi                        | Jerzy Tyszkowski                  | Bogdan Ostromecki                     | 2:37  |      |

Wersja albumu wydana na płycie CD została rozszerzona o nigdy dotąd nie publikowany utwór Odmienił się wiatr, niepublikowane wcześniej radiowe nagrania znanych piosenek Filipinek (Nie powtarzaj się, Nie ma go, O dziesiątej i Dlaczego płaczesz, mały) oraz o zapisy występów grupy podczas koncertów trzech kolejnych edycji Krajowego Festiwalu Polskiej Piosenki w Opolu w latach: 1968 (koncert Jeśli śpiewać, to nie indywidualnie, 28 czerwca 1968 r. – Tłok na plaży), 1969 (koncert Przeboje sezonu, 27 czerwca 1969 r. – Weselmy się i Wiosna majem wróci) i 1970 (koncert Przeboje sezonu, 26 czerwca 1970 r. – Jeśli kochasz, nigdy nie mów o tym), a także o wcześniej niepublikowaną, nagraną jesienią 1973 r. wersję piosenki Ze mną od dziś, która stała się ostatnim zarejestrowanym nagraniem zespołu Filipinki.
| CD     | Nr                                            | Tytuł                                  | Muzyka              | Słowa | Czas |
| ------ | --------------------------------------------- | -------------------------------------- | ------------------- | ----- | ---- |
| Bonus  |                                               |                                        |                     |       |      |
| 15     | Odmienił się wiatr                            | Roman Orłow                            | Andrzej Bianusz     | 3:02  |      |
| 16     | Własny świat                                  | Ryszard Poznakowski                    | Jan Krynicz         | 2:18  |      |
| 17     | Nie powtarzaj się                             | Ryszard Poznakowski                    | Janusz Kondratowicz | 2:02  |      |
| 18     | Nie ma go                                     | Jan Barnaba                            | Krystyna Żywulska   | 2:48  |      |
| 19     | O dziesiątej                                  | Mateusz Święcicki                      | Jonasz Kofta        | 2:20  |      |
| 20     | Dlaczego płaczesz, mały                       | Ryszard Poznakowski                    | Janusz Kondratowicz | 3:41  |      |
| Live   |                                               |                                        |                     |       |      |
| 21     | Tłok na plaży (KFPP '68)                      | Mateusz Święcicki                      | Bogusław Swat       | 4:05  |      |
| 22     | Weselmy się (KFPP '69)                        | mel. lud. w opr. Mateusza Święcickiego | Adam Miriam         | 3:58  |      |
| 23     | Wiosna majem wróci (KFPP '69)                 | Maciej Kossowski                       | Helena Komorowska   | 2:58  |      |
| 24     | Jeśli kochasz, nigdy nie mów o tym (KFPP '70) | Mateusz Święcicki                      | Grzegorz Walczak    | 3:11  |      |
| Epilog |                                               |                                        |                     |       |      |
| 25     | Ze mną od dziś                                | Janusz Kępski                          | Erwin Park          | 2:36  |      |

## Wokaliści
Filipinki:
- Maria Hardy – sopran
- Niki Ikonomu – alt
- Krystyna Pawlaczyk – alt
- Iwona Racz – alt
- Anna Sadowa – mezzosopran

oraz

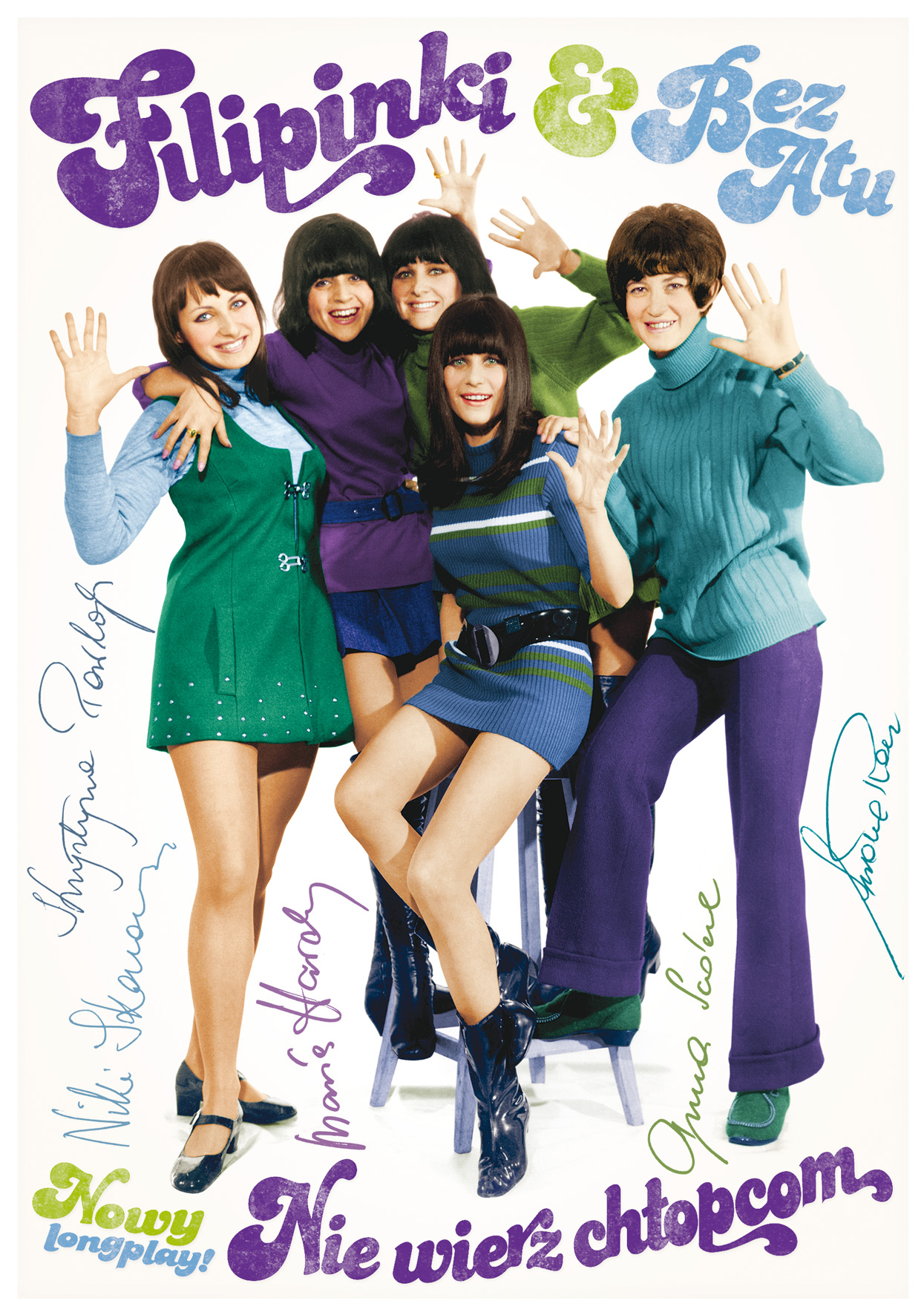
Pocztówka reklamująca longplay Filipinki & Bez Atu – Nie wierz chłopcom z autografami członkiń zespołu.

- Krystyna Sadowska – alt (utwory nr 6,7, 16–21)
- Barbara Kowalska – mezzosopran (utwory nr 13-15, 22, 23)
- Grażyna Sowińska – sopran (utwór nr 25)
- Grażyna Piątkowska – alt (utwór nr 25)

Solista:
- Jerzy Malota

## Muzycy
Bez Atu:
- Józef Pełczyński – trąbka
- Stanisław Piechaczek – gitara
- Roman Remelski – gitara
- Stefan Mazur – puzon
- Mirosław Majewski – gitara solowa
- Wojciech Rutkowski – organy
- Jan Wierzbiłło – perkusja

## Aranże
- Mateusz Święcicki – kierownik artystyczny zespołu Filipinki
- Wiktor Stroiński – zastępca kierownika artystycznego zespołu Filipinki